# ジウベルト・マセド・ダ・マセナ
ジウベルト・マセド・ダ・マセナ（ポルトガル語: Gilberto Macedo da Macena, 1984年4月1日 - ）は、ブラジル出身のサッカー選手。

## 来歴
2005年、ブラジルのコメルシアウFCからデンマーク・セカンドディビジョン東部所属のホルベックB&Iに移籍した。マセナは得点王に輝いたが、チームはデンマーク・ファーストディビジョン昇格プレーオフで西部所属のティステッドFCに敗れた。
2006年、デンマーク・スーペルリーガのACホーセンスに移籍した。同年7月30日、ヴィボーFF戦でデビューを飾ると、2得点を記録した。
2010年11月21日、スナユスケ戦で当時のスーペルリーガにおけるブラジル人選手の最多得点記録となる通算39得点目を決めた。
2011年9月11日、スナユスケ戦でハットトリックを達成した。9月はリーグ戦3試合で6得点を決め、月間最優秀選手賞を受賞した。2011-12シーズン前半戦を終えた時点で得点ランキング1位の11得点を記録し、ハンブルガーSVやVfLヴォルフスブルク、TSG1899ホッフェンハイムからの興味が報じられた。2012年2月、中国サッカー・スーパーリーグの山東魯能泰山足球倶楽部に移籍した。
マセナはACホーセンスに所属した6シーズンでクラブ最多得点記録となる公式戦通算87得点（189試合）を記録した。
ACホーセンス所属時の成績
| シーズン | リーグ                 | 成績          | デンマーク・カップ | 備考          |
| -------- | ---------------------- | ------------- | ------------------ | ------------- |
| 2006-07  | スーペルリーガ         | 29試合12得点  | 3試合1得点         | チーム得点王  |
| 2007-08  | スーペルリーガ         | 32試合9得点   | 2試合3得点         |               |
| 2008-09  | スーペルリーガ         | 31試合12得点  | 4試合3得点         | チーム得点王  |
| 2009-10  | ファーストディビジョン | 29試合18得点  | 1試合0得点         | リーグ得点王  |
| 2010-11  | スーペルリーガ         | 32試合8得点   | 4試合6得点         | チーム得点王  |
| 2011-12  | スーペルリーガ         | 18試合11得点  | 4試合4得点         | チーム得点王  |
| 合計     | 合計                   | 171試合70得点 | 18試合17得点       | 189試合87得点 |

2014年1月、杭州緑城足球倶楽部に移籍した。
2015年、タイ・プレミアリーグのブリーラム・ユナイテッドFCに移籍した。

## タイトル

### クラブ
ACホーセンス
- デンマーク・ファーストディビジョン 優勝 (1) : 2009-10

ブリーラム・ユナイテッドFC
- タイ・プレミアリーグ 優勝 (1) : 2015
- コー・ロイヤルカップ 優勝 (1) : 2015
- タイFAカップ 優勝 (1) : 2015
- タイ・リーグカップ 優勝 (1) : 2015
- メコンクラブチャンピオンシップ 優勝 (1) : 2015

### 個人
- デンマーク・ファーストディビジョン 得点王 (1) : 2009-10
- デンマーク・セカンドディビジョン（東部） 得点王 (1) : 2005-06